# Siim Schvede
Siim Schvede (ur. 18 września 1994) – estoński wioślarz.

## Osiągnięcia
- Mistrzostwa Świata U-23 – Račice 2009 – ósemka – 6. miejsce[1].
- Mistrzostwa Europy – Brześć 2009 – ósemka – 4. miejsce[1].
- Mistrzostwa Świata U-23 – Brześć 2010 – ósemka – 7. miejsce[1].
- Mistrzostwa Europy – Montemor-o-Velho 2010 – ósemka – 8. miejsce[1].